# 拉戈阿-塞卡
拉戈阿-塞卡是巴西帕拉伊巴州的一个市镇。总面积109.342平方公里，总人口26275人，人口密度240.3人/平方公里。